# Mosopia magniplaga
Mosopia magniplaga là một loài bướm đêm trong họ Noctuidae.